# Zygodon bartramioides
Zygodon bartramioides är en bladmossart som beskrevs av Nicolajs Malta 1924. Zygodon bartramioides ingår i släktet ärgmossor, och familjen Orthotrichaceae. Inga underarter finns listade i Catalogue of Life.